# إيفان كلاسنيتش
إيفان كلاسنيتش (بالكرواتية: Ivan Klasnić)‏ (بالكرواتية: Ivan Klasnić)، من مواليد 29 يناير 1980 في هامبورغ، ألمانيا. لاعب كرة قدم كرواتي. بدأ باللعب مع منتخب كرواتيا لكرة القدم في عام 2004 حتى عام 2011 وشارك ضمن المنتخب في كأس العالم عام 2006.

## وصلات خارجية
- إيفان كلاسنيتش على موقع الاتحاد الدولي (مؤرشف)  (الإنجليزية)
- إيفان كلاسنيتش على موقع الاتحاد الأوربي (الإنجليزية)
- إيفان كلاسنيتش على موقع اتحاد كرواتيا (الكرواتية)
- إيفان كلاسنيتش على موقع قاعدة بيانات كرة القدم.إي يو (الإنجليزية)
- إيفان كلاسنيتش على موقع بيانات كرة القدم. دي إي (الألمانية)
- إيفان كلاسنيتش على موقع ليكيب (الفرنسية)
- إيفان كلاسنيتش على موقع ناشيونال فوتبول تيمز (الإنجليزية)
- إيفان كلاسنيتش على موقع Soccerbase.com (لاعب) (الإنجليزية)
- إيفان كلاسنيتش على موقع Soccerway.com (الإنجليزية)
- إيفان كلاسنيتش على موقع عالم كرة القدم.نت (الإنجليزية)